# Cattedrale di Nostra Signora di Lourdes
La cattedrale di Nostra Signora di Lourdes (in coreano: 계산동 성당이원범?), o comunemente conosciuta come cattedrale di Taegu, è il principale luogo di culto cattolico di Taegu, sede vescovile dell'arcidiocesi di Daegu.
Il 6 giugno 1886, ove oggi sorge la cattedrale, fu costruita una prima chiesa in legno, che tuttavia bruciò nel 1900. L'attuale luogo di culto, in stile neogotico, fu edificato tra il 1902 e il 1903, mentre nel 1911, quando fu elevato allo status di cattedrale, venne largamente ampliato e ristrutturato.

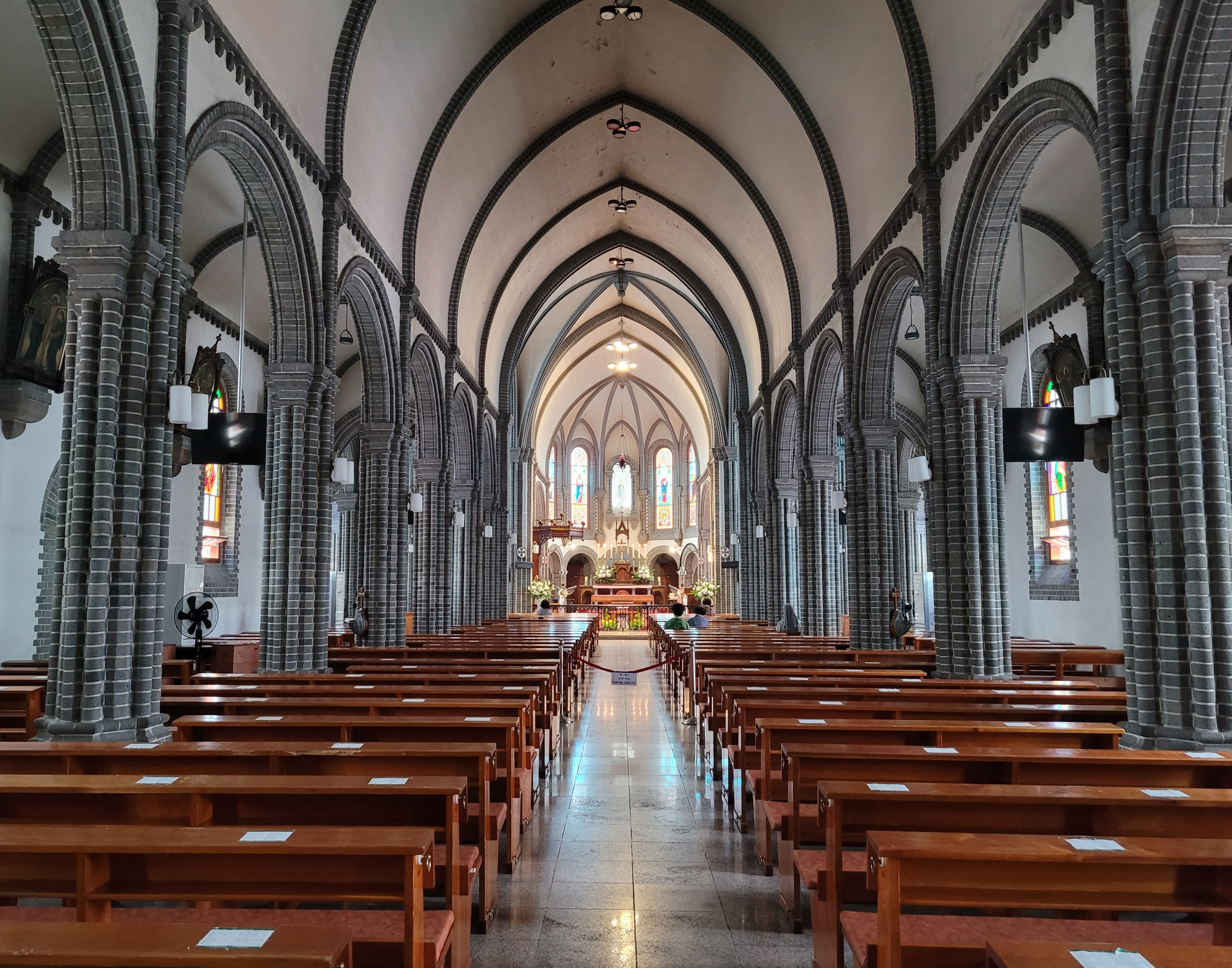
Fotografia della navata centrale.

Nel 1962, quando papa Giovanni XXIII con la bolla Fertile Evangelii semen istituì l'arcidiocesi di Daegu, la cattedrale di Nostra Signora di Lourdes divenne cattedrale metropolitana. Nel maggio 1984, la cattedrale fu visitata da papa Giovanni Paolo II.